# Atrium (Architektur)

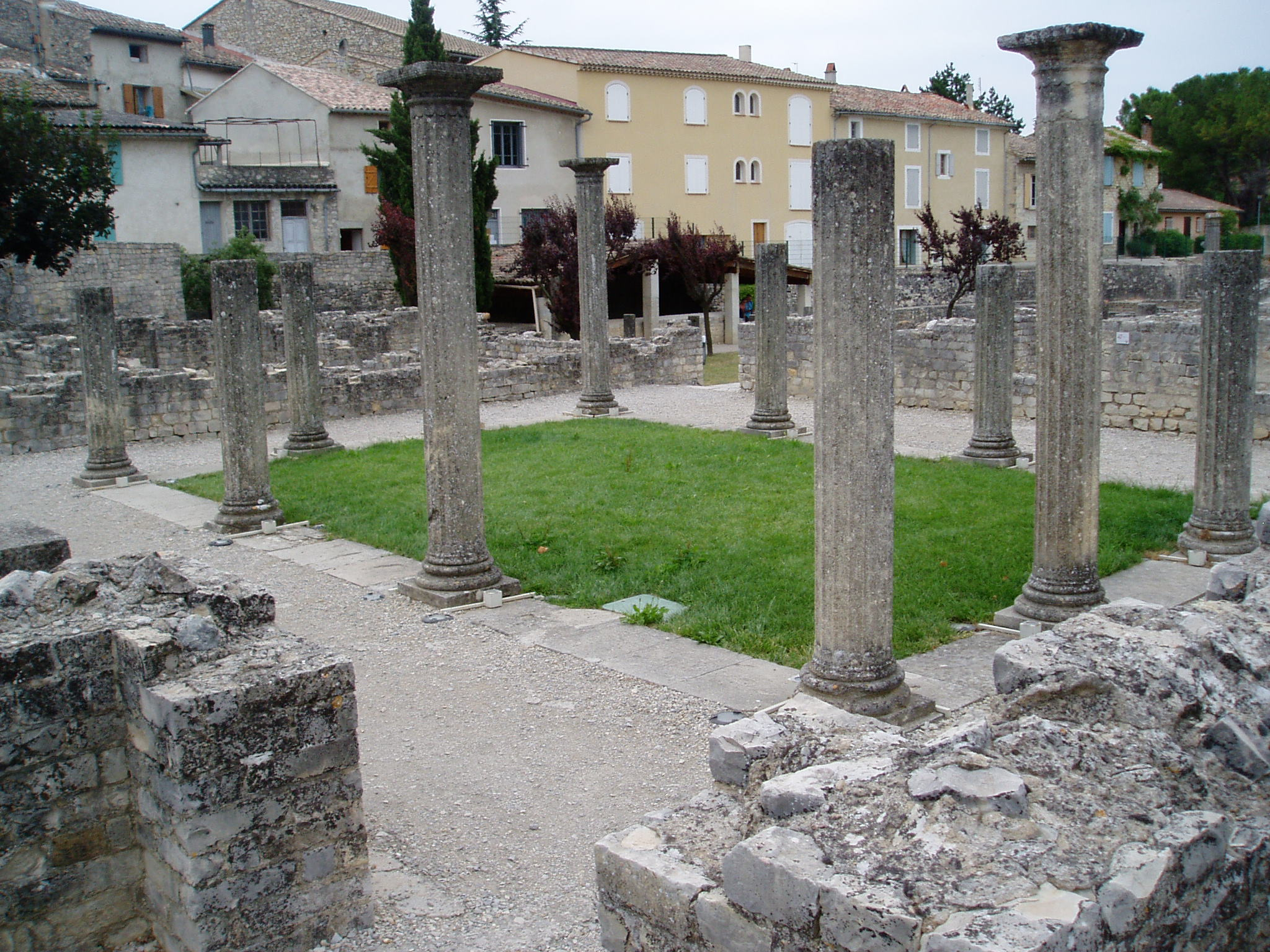
Atrium corinthicum in einem römischen Haus in Vaison-la-Romaine, Frankreich

Das Atrium war in der römischen Architektur ein zentraler Raum in einem Haus (oft Wohnhaus); es war im Römischen Reich weit verbreitet.
Das Atrium ist ein rechteckiger Innenraum in der Mitte des Hauses, von dem aus die umliegenden Räume zugänglich sind. Es diente als Aufenthaltsraum für die Familie. Licht erhielt das Atrium über eine Öffnung im Dach. Die Grenzen zwischen Atrium und Innenhof sind fließend.

## Etymologie und Bedeutung
Der Begriff Atrium kommt möglicherweise vom lateinischen ater, was so viel wie rauchgeschwärzt bedeutet. In dem Raum befand sich ursprünglich der aus einer offenen Feuerstelle bestehende Herd, der die Decke schwärzte. Der Raum diente als Speiseraum, Arbeitsraum der Frauen und Aufenthaltsraum der Hausbewohner.
Bei christlichen Basiliken bezeichnet Atrium zusammen mit dem Begriff Peristyl den Vorhof.
Heutzutage wird die Bezeichnung Atrium auch für verschiedene Varianten des Innenhofs in modernen Gebäuden gebraucht. Atrien in öffentlichen Gebäuden sind häufig mit einem Glasdach geschlossen.

## Atrium im antiken Hausbau

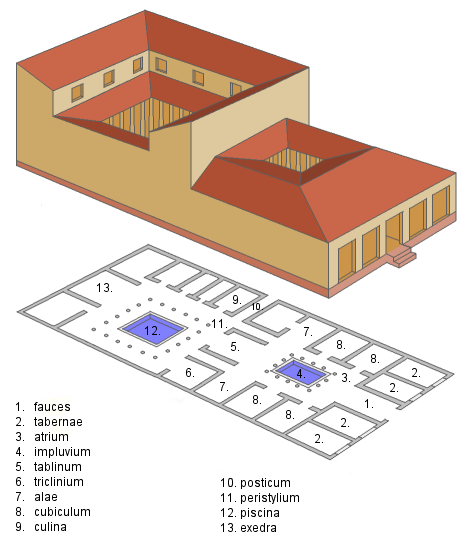
Römisches Atriumhaus (korinthisches Atrium)

### Bauformen
Vitruv nennt insgesamt fünf Bauformen, wobei man diese in Atrien mit und ohne Dachöffnung teilen kann. Als Atrium ohne Öffnung, wohl die ältere Bauform, ist das atrium testudinatum – wahrscheinlich aus dem lateinischen Wort für Schildkröte testudo – anzuführen. Bei den weiteren vier Formen handelt es sich um Atrien mit Öffnung; sie unterscheiden sich in der Art der Konstruktion.
Bei der von Vitruv (6, 3, 1) als atrium tuscanicum (etruskisches Atrium) bezeichneten stützenlosen Bauweise wird das Dach von zwei massiven Holzbalken getragen, auf denen quer zwei weitere Balken eingelassen sind. Daraus entwickelte sich ein nach oben teilweise geöffneter Innenraum, dessen Dach von Säulen oder Pfeilern getragen wurde. Das Atrium mit nur vier Säulen wird atrium tetrastylicum (viersäuliges Atrium), das Atrium mit einer von vielen Säulen getragenen Öffnung wird atrium corinthicum (korinthisches Atrium) genannt.
Am verbreitetsten war trotz der teuren Balkenkonstruktion das atrium tuscanicum, weil es einen freien Blick vom Eingang bis in das Tablinum oder später bis in das Peristyl gewährte.

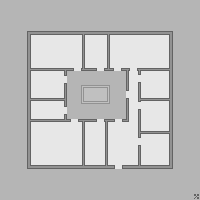
Atrium tuscanicum
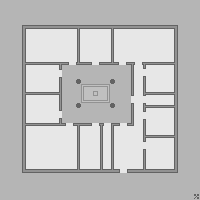
Atrium tetrastylicum
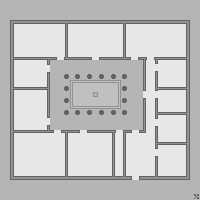
Atrium corinthicum

### Bedachung
Das Dach war meistens in Form eines atrium impluviatum mit nach innen geneigter Dachschräge ausgebildet. Unter der sich ergebenden rechteckigen Dachöffnung, dem Compluvium, befand sich ein ebenfalls rechteckiges Wasserbecken, das Impluvium, das zum Auffangen des in eine Zisterne weitergeleiteten Regenwassers diente. Wenn das Atrium nicht gleichzeitig zum Sammeln von Regenwasser genutzt wurde, konnte das Dach auch nach außen geneigt sein; in diesem Fall wird es als atrium displuviatum bezeichnet. Dies hatte laut Vitruv den Nachteil, dass die senkrechten Dachrinnen (lat. fistula) oft das Regenwasser der waagrechten Dachrinnen (lat. canalis) nicht schnell genug aufnehmen konnten und so das Wasser die Wände herabfloss, die hierdurch beschädigt wurden.
Es existierten in kleineren Häusern auch komplett überdachte Atrien ohne ein Compluvium, diese wurden als atrium testudinatum bezeichnet.

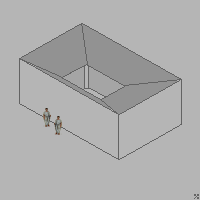
Atrium impluviatum
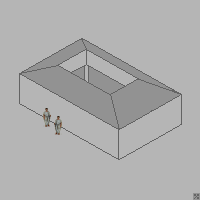
Atrium displuviatum

## Atrium im Kirchenbau

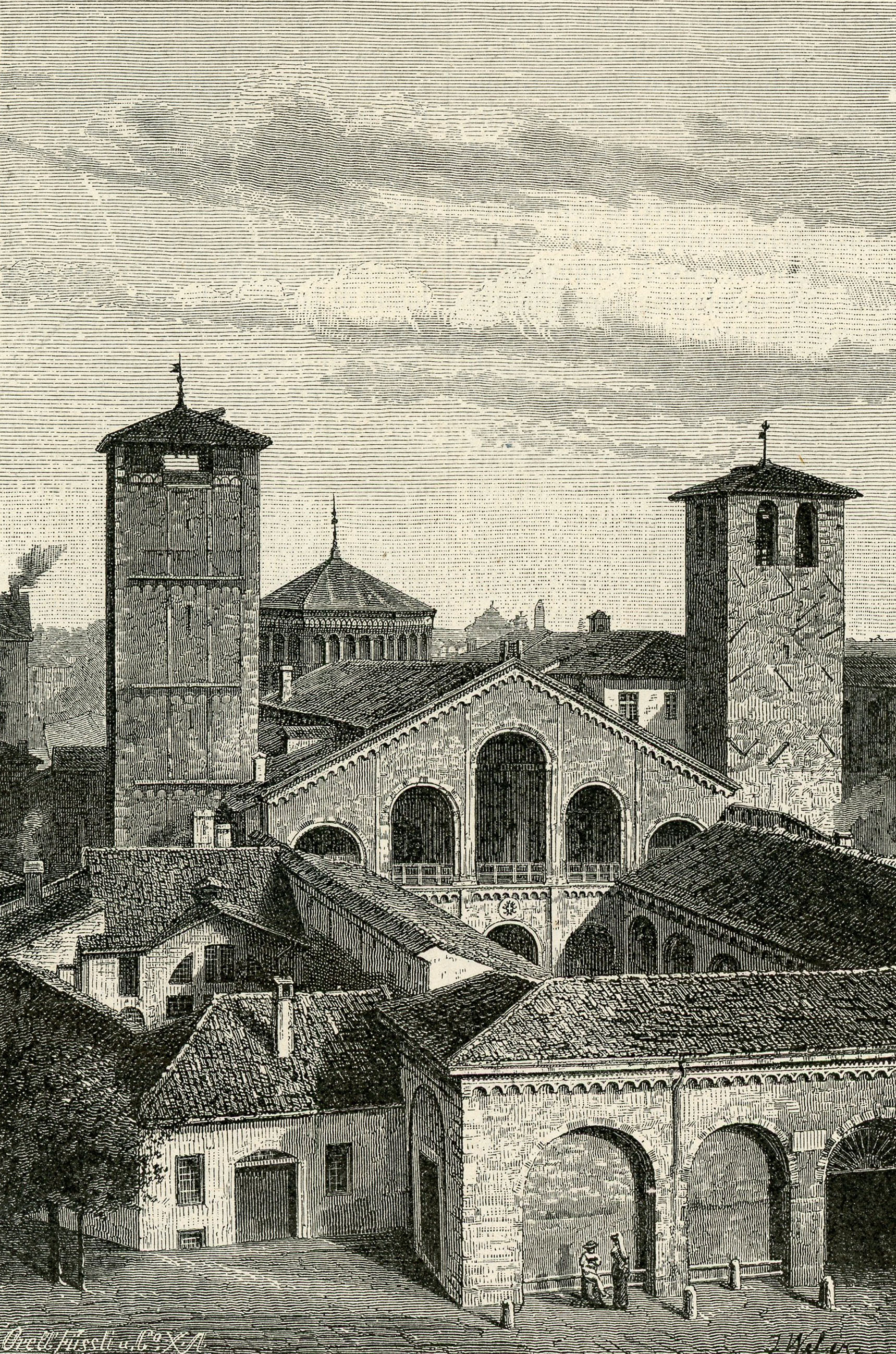
Atrium der Basilika Sant’Ambrogio in Mailand

Während das Atrium bei Wohnbauten im Zentrum lag, ist ein Atrium im Kirchenbau der dem Westportal vorgelagerte Arkadenhof. → Eigener Artikel: Narthex.